# SAP 特殊行動警察 FILE:M661-51
『SAP 特殊行動警察 FILE:M661-51』（SAP とくしゅこうどうけいさつ ファイルM661-51）は、1990年12月にグレイトから発売されたPC-98シリーズ・X68000シリーズ用アダルトゲームである。
続編として『KIDS -SAP特殊行動警察 2nd.FILE-』が存在する。

## 内容
本作は総当たり式のコンピュータRPGであり、ダンジョンである観光遺跡の中を探索しながら、モンスターを倒していく内容となっている。また、観光遺跡の各階層には戦闘用に改造されたセクサロイドたちも潜んでおり、彼女たちの機能をもとに戻してアイテムを手に入れることにより、上の階へのエレベーターが開く仕組みとなっている。ただし、4階はアイテムの入手ではなく、配備されたセクサロイドを満足させることによって解放される仕組みとなっている。
また、遺跡内で手に入るアイテムの中には「散乱したネジ」など、一風変わったものも存在する。

## あらすじ
ロボット工学とバイオテクノロジーが発展した世界。犯罪の性質も変化したことから、総合宙域機構は方々から人材を集め、特殊行動警察SAPを結成する。
その一員である主人公ロン・ウォレスは、惑星ターマスにある観光遺跡に潜伏中の下着泥棒・51号の逮捕を命じられる。遺跡に向かったロンは、キャス・アルーカという美少女型アンドロイドと出会う。キャスはマスターである51号の悪事を止めさせることを望み、ロンに同行する。
ロンは遺跡に戦闘用として配備されたセクサロイドをもとに機能を戻していきながら、彼の元へと向かう。

## 登場人物
ロン・ウォレス
本作の主人公。特殊行動警察SAPの一員だが、ものぐさなところがあり、事件の解決よりも女遊びが好き。
キャス・アルーカ
51号が発明した美少女型アンドロイド。

51号
遺跡の奥に潜む老いた犯罪者で、キャスのマスターにあたる。
ニース
1階に配備されたセクサロイド。
ミュリン
1階に配備されたセクサロイド。
ロマーナ
2階に配備されたセクサロイド。
エフィ
2階に配備されたセクサロイド。
ディアナ
2階に配備されたセクサロイド。
リーニ
3階に配備されたセクサロイド。
ジェム
3階に配備されたセクサロイド。
サティ
3階に配備されたセクサロイド。
ミナー
4階に配備されたセクサロイド。
シャル
4階に配備されたセクサロイド。
ニーフ
4階に配備されたセクサロイド。
サキハ
5階に配備されたセクサロイド。
フィズ
5階に配備されたセクサロイド。
サイカ
5階に配備されたセクサロイド。

## 評価
『美少女ゲーム最前線パート5』のインタビュー記事の中で、インタビューアーのアトラス平井は本作の主人公であるロンが当時の美少女ゲームにはあまり少ないかっこいいタイプの男性であると述べ、インタビューに応じたグレイトの開発室のあいの裕一は「男性をかっこよく描こうというのがスタッフの中にあり、気合を入れて描いている」と答えている。

### 雑誌記事
- 『美少女ゲーム最前線 パート5』辰巳出版、1991年11月1日。
  - 「よくわかる美少女ゲーム 傾向と対策編 SAP 特殊行動警察 FILE:M661-51」、38-39頁。
  - 「よくわかる美少女ゲーム 深～く愛して攻略データ編 SAP 特殊行動警察 FILE:M661-51」、82-83頁。
  - 「季刊ピ～イング創刊号 開発秘話『ソフトハウスきらめきの日々』ストライカー、96-97頁。